# Crenimugil
Crenimugil is een geslacht van straalvinnige vissen uit de familie van harders (Mugilidae). Het geslacht is voor het eerst wetenschappelijk beschreven in 1946 door Schultz.

## Soorten
- Crenimugil crenilabis (Forsskål, 1775)
- Crenimugil heterocheilos (Bleeker, 1855)